# Ignasi Aballí i Sanmartí
Ignasi Aballí i Sanmartí (Barcelona, 7 d'agost de 1958) és un artista contemporani català, proper a les pràctiques conceptuals que desenvolupa la seva obra en formalitzacions, tècniques i materials diversos (corrector líquid, llum, pols, retalls de diari, etc.). Va estudiar Belles Arts a la Universitat de Barcelona, ciutat en què viu i treballa. Ha estat professor de l'Escola Massana entre els anys 1990 i 2007. Té el seu estudi al barri del Raval.

## Biografia
Va estudiar Belles Arts a Barcelona i es va llicenciar el 1981. La seva obra s'ha exposat a centres com ara el Drawing Center (Nova York), Le Printemps de Septembre (Tolosa), la Biennal de Venècia del 2007. Aballí també ha exposat al MACBA (Barcelona), Reina Sofía, Museu Serralves (Porto), Ikon Gallery (Birmingham) i ZKM (Karlsruhe, Alemanya), i ha col·laborat en diverses galeries i fires d'art. L'any 2014 va ser distingit amb el Premi Joan Miró.

## Obra

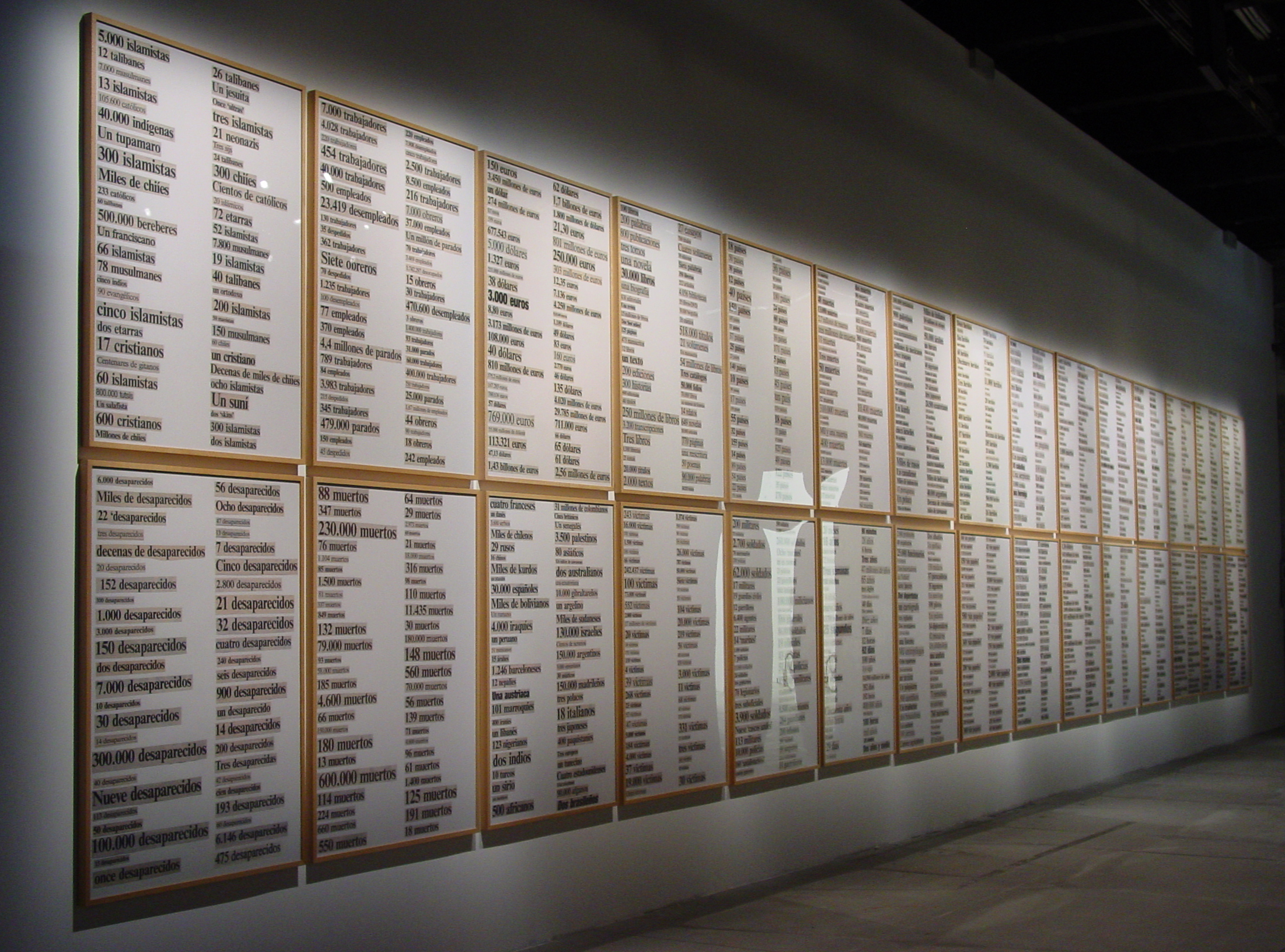
Llistats, obra d'Aballí a la 52a Biennal de Venècia.

La seva obra és una reflexió sobre els límits d'allò artístic i la seva relació amb la vida quotidiana, d'on l'artista extreu bona part dels seus materials. Es pot dir que la seva obra és alhora hermètica i propera. Un equilibri delicat entre concepte i forma que beu de la quotidianitat, la literatura i del cinema per parlar d'absències, filtres, ficcions i límits. Sovint la seva obra s'articula a partir de conceptes oposats com atzar/control, efímer/permanent, presència/absència. Aquests són alguns dels temes que es poden observar en els seus treballs:
- No-intervenció: Algunes de les obres són realitzades des d'una actitud radical de no-intervenció, de deixar fer, de tal manera que el material (pots de pintura oberts que s'han assecat o la llum que ha transformat el cartró) es transformi sense l'acció física de l'artista. Això no obstant, és un procés que tot i restar obert a l'atzar parteix d'una metodologia molt controlada i d'unes condicions prèvies que cal no alterar.
- Absència: Una altra de les seves preocupacions és la de mostrar la presència de les coses a partir de la seva absència, com és el cas d'una prestatgeria buida en què els estants arquejats pel pes ens parlen d'uns llibres que no hi són, dels quadres que se'ns mostren a partir del seu reflex al terra del museu, o del mirall cobert de corrector líquid en què s'al·ludeix a la imatge del mateix artista que ha anat desapareixent a mesura que aquest executava l'obra.
- Espai: Altres obres estan vinculades a l'espai i són concebudes amb relació a l'arquitectura, de manera que són de naturalesa efímera i duren el temps de l'exposició. Els vernissos aplicats directament a la paret del museu, la pintura arrancada d'un espai per tornar-la a utilitzar en la paret d'un altre o el rastre de sabates que els passants han deixat mentre descansaven negligentment amb un peu recolzat a la paret en són alguns exemples.

### Anàlisi
Tot i la seva formació clàssica en Belles Arts, el treball d'Aballí evoluciona ràpidament cap a una prevalença gairebé total del concepte que idea estratègies per distanciar-se del procés i de la pròpia obra a mesura que l'acte de pintar es torna problemàtic. Aballí també du la seva anàlisi dels límits a la formalització de les mateixes obres, que sovint desafien la percepció de l'espectador, i el força a completar la peça mitjançant la seva observació, a partir de la màxima que com menys coses hi hagi per veure en una obra, més gran és el desig de veure.

## Exposicions
Des de 1990 ha realitzat exposicions individuals tant en galeries com en institucions públiques nacionals i internacionals. Destaquen les realitzades a la galeria Howard Yezersky (Boston 1990), Galeria Elba Benítez (Madrid 1991, 1994, 1999, 2004, 2009), Galeria Pedro Oliveira (Porto 1997, 2002, 2008), Galeria Estrany-de la Mota (Barcelona 1993, 1995, 1998, 2003, 2008), Nouvelle Galerie (Grenoble 2002), Galerie Meessen-de Clercq (Brussel·les 2008), Museo de Bellas Artes (Santander 2004), Espacio Uno, Museo Nacional Centro de Arte Reina Sofía, (Madrid 2002), PhotoEspaña (Madrid i Portimao 2008), MACBA (Barcelona 2005), Fudaçao Serralves, (Porto 2006) IKON Gallery (Birmingham 2006) o ZKM (Karlsruhe 2006), Galeria Rosemarie Schwarzwälder/Nächst St. Stephan (Viena, 2009).
Entre les exposicions col·lectives en les quals ha participat darrerament destaquen les realitzades a la Galerie Meessen-de Clercq (Brussel·les 2008), Gagosian Gallery (New York 2007), MARCO (Vigo 2007), Centro Huarte (Navarra 2008), MACBA (Barcelona 2007), Centre National d'Art Contemporain Villa Arson (Nice 2006), Palazzo delle Papese (Siena 2007), Fondation Maeght, (Saint Paul de Vence 2007), Museo Patio Herreriano (Valladolid 2007), Artium (Vitoria 2004, 2007) o Musac (León 2007) entre d'altres.
Ha participat a diverses biennals internacionals com la 52 i 59 Biennale de Venezia (Venecia 2007 i 2022), la Sharjah Biennial 8 (Emirats Àrabs Units 2007) o la XI Bienal de Sydney (Sidney 1998).

## Premis i reconeixements
- 2014 — Premi Joan Miró[12]